# Alleny
Alleny jsou organické sloučeniny, ve kterých je atom uhlíku navázán na dva sousední uhlíky dvojicí dvojných vazeb. Patří mezi kumulované dieny. Základní sloučeninou je propadien, často nazývaný allen. Sloučeniny, které mají struktury podobné allenům obsahující více než tři atomy uhlíku propojené řetězcem dvojných vazeb se nazývají kumuleny.

## Struktura a vlastnosti

### Geometrie

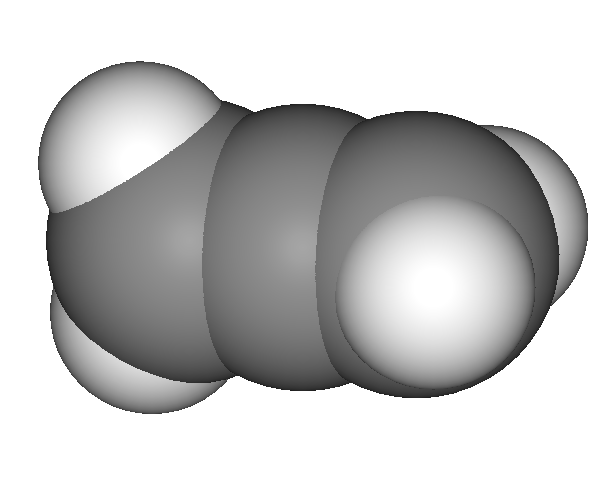
Model molekuly propadienu (allenu)

Centrální uhlíkový atom u allenů vytváří dvě vazby sigma a dvě vazby pí. Tento uhlík je sp hybridizován a koncové uhlíky mají hybridizaci sp2. Úhel vazby vymezený trojicí uhlíků je 180° a centrální uhlíkový atom tak vykazuje lineární geometrii. Koncové uhlíky mají geometrii rovinnou s rovinami navzájem pootočenými o 90°. Strukturu lze také popsat jako "rozšířenou tetraedrickou" s podobným tvarem jako u methanu; tato analogie byla nalezena i při stereochemické analýze některých derivátů.

### Symetrie
Symetrie a izomerie je dlouhodobě významným objektem studií u organických chemiků. Alleny, které mají čtyři stejné substituenty vykazují dvě dvojčetné osy rotace kolem středového uhlíku, nacházející se v úhlu 45° oproti CH2 rovinám na obou koncích molekuly. Třetí dvojčetná osa rotace probíhá skrz vazby C=C=C a představuje zrcadlovou rovinu protínající obě CH2 roviny; celá molekula tak má bodovou grupu D2d. Vzhledem k symetrii molekuly nemá nesubstituovaný allen dipólový moment.

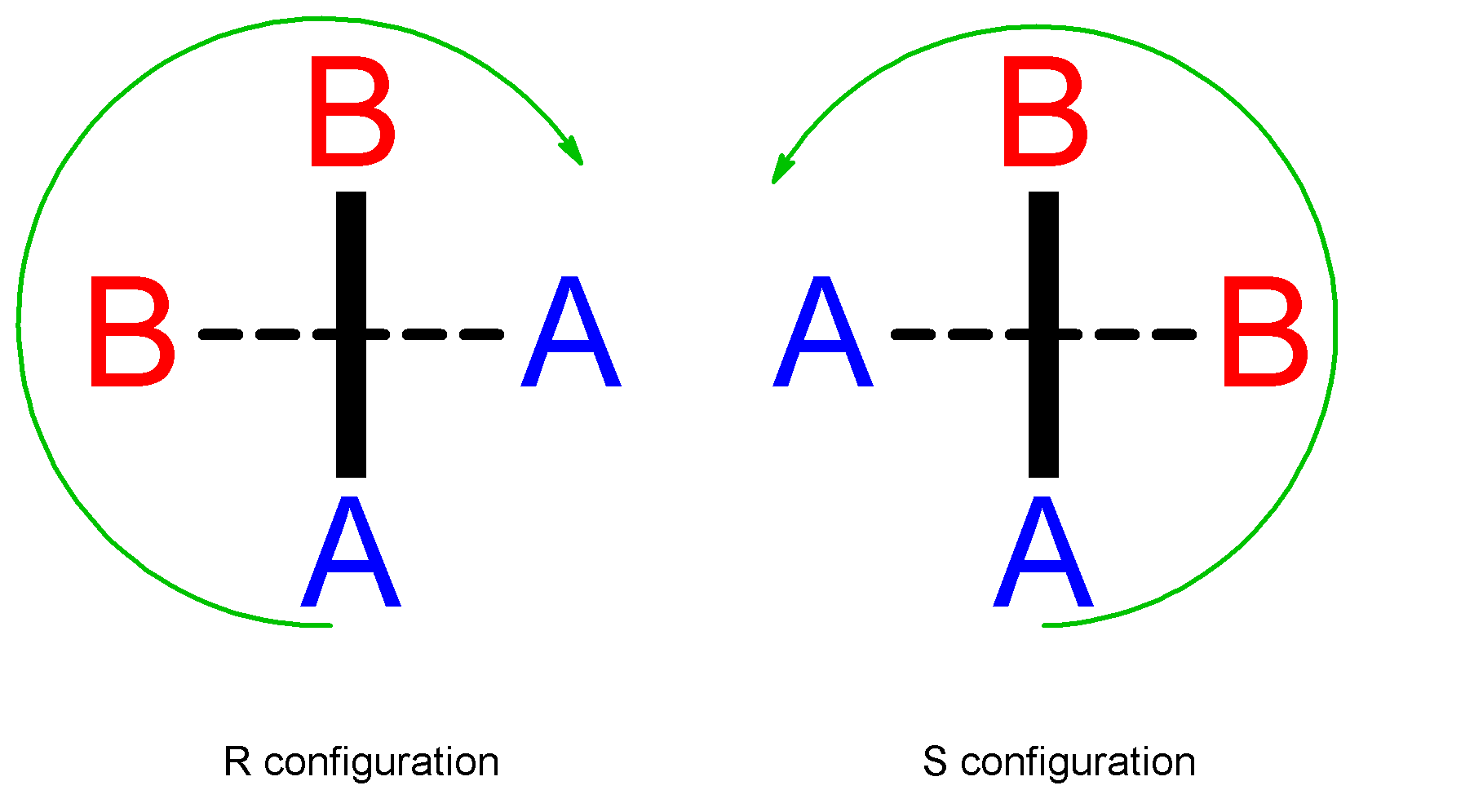
Chiralita allenů 1
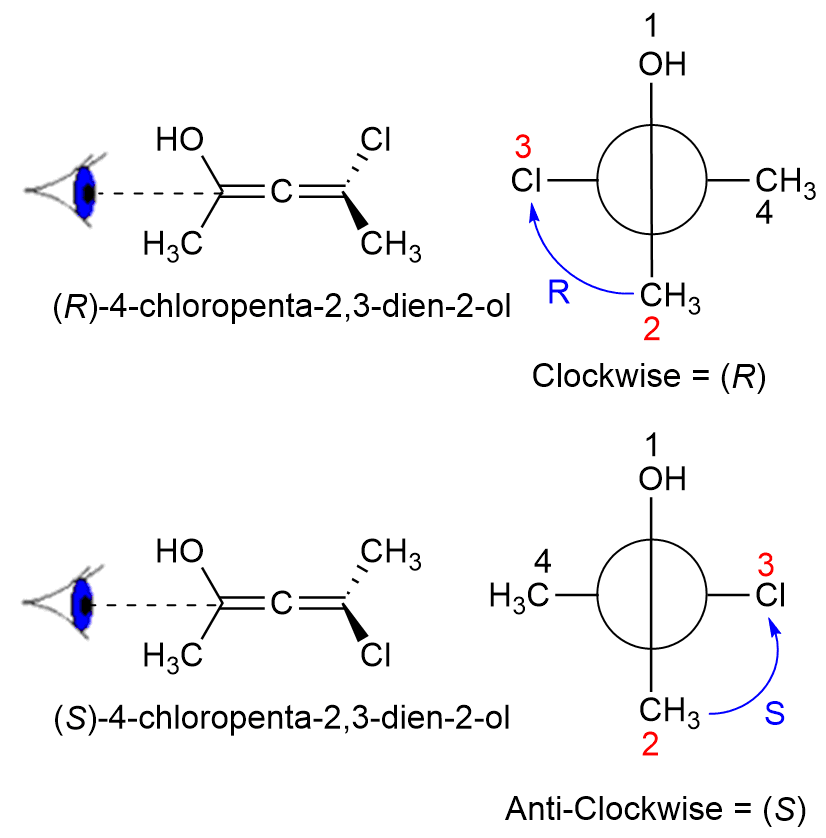
Chiralita allenů 2

Alleny s dvěma různými substituenty na každém koncovém uhlíku jsou chirální, protože nemají roviny souměrnosti. Chiralitu těchto allenů předpověděl roku 1875 Jacobus Henricus van 't Hoff, dokázána však byla až v roce 1935.
Chirální alleny se používají jako výchozí látky při přípravě organických sloučenin s výjimečnými chirálními vlastnostmi.

### Chemické a spektrální vlastnosti
Alleny mají jiné chemické vlastnosti než ostatní alkeny. Oproti izolovaným a konjugovaným dienům nejsou natolik stabilní: například penta-1,2-dien má slučovací teplo 141 kJ/mol, zatímco u (E)-penta-1,3-dienu jde o 76 kJ/mol a u penta-1,4-dienu se jedná o 106 kJ/mol. Vazby C–H u allenů jsou vůči běžným vinylovým vazbám C–H slabší a kyselejší: vazebná energie je 367 kJ/mol (u ethenu jde o 465 kJ/mol), zatímco protonová afinita činí 1600 kJ/mol (u ethenu jde o 1710 kJ/mol).
13C NMR spektra allenů se vyznačují signály sp-hybridiovaných uhlíků rezonujících při 200-220 ppm.
Alleny se mohou zapojit do řady [4+2] a [2+2] cykloadicí i formálních cykloadicí katalyzovaných přechodnými kovy. Alleny lze rovněž použít jako substráty u hydrofunkcionalizačních reakcí katalyzovaných přechodnými kovy.

## Příprava
I když jsou k získání allenů často třeba specifické postupy, tak se základní sloučenina propadien vyrábí průmyslově jako produkt v rovnováze s propynem:
H2C=C=CH2 ⇌ H3C–C≡CH
Směs těchto plynů, nazývaná MAPD, je komerčně dostupná. Při teplotě 298 K je ΔG° přeměny propadienu na propyn –8,0 kJ/mol, čemuž odpovídá Keq 24,7.
Prvním syntetizovaným allenem byla kyselina glutinová (penta-2,3-dien-1,5-diová) v roce 1887; její struktura však byla správně určena až roku 1954.
V laboratoři lze alleny připravit těmito postupy:
- z geminálních dihalgencykclopropanů a organolithných sloučenin (případně kovového sodíku či hořčíku) ve Skattebølově přesmyku přesmykem cyklopropylidenových karbenů/karbenoidů
- reakcí některých koncových alkynů s formaldehydem, bromidem měďným a zásadou[16][17]
- dehydrohalogenací určitých dihalogenovaných sloučenin[18]
- reakcí trifenylfosfinylesterů s acylhalogenidy, což je Wittigova reakce spojená s dehydrohalogenací[19][20]
- from z propargylalkoholů Myersovou syntézou

## Výskyt

Fukoxantin, nejběžnější karotinoid, slouží jako absorpční pigment v chloroplastech hnědých řas, kterým dodává hnědé až olivově zelené zbarvení.

Allenové skupiny jsou obsaženy v řadě přírodních látek; příklady mohou být pigmenty fukoxantin a peridinin. Biosyntéza těchto látek není příliš prozkoumána, předpokládá se však, že probíhá přes alkynové prekurzory. Alleny mohou být ligandy organokovových sloučenin, příkladem je komplex is Pt(η2-allen)(PPh3)2. Sloučeniny obsahující nikl v oxidačním čísle 0 katalyzují cyklooligomerizaci allenů. Pomocí vhodného katalyzátoru (například Wilkinsonova katalyzátoru) lze zredukovat jedonu z dvojných vazeb allenu a druhou ponechat nezměněnou.